# Suzanne Cusick
Suzanne G. Cusick (1954) es una musicóloga estadounidense especializada en la música de la Italia del siglo XVII, los enfoques feministas y lésbico-feminista de la historia musical y la crítica de la música en relación con al género, la sexualidad y la historia cultural. Es también una de las primeras académicas en publicar sobre musicología y tortura siendo especialmente conocido su texto "La música como tortura/La música como arma" (2006). Es profesora de la Universidad de Nueva York. De 2018 a 2020 presidió la Sociedad Estadounidense de Musicología (American Musicological Society).

## Biografía
Nació en Nueva York en 1954. Se licenció en Bellas Artes por la Universidad Newcomb en 1969 y realizó un doctorado por la Universidad de Carolina del Norte en 1975.Se formó como italianista de la época moderna temprana. En 1981 publicó una monografía sobre el impresor romano Valerio Dorico. Su primer puesto de trabajo fue de profesora adjunta de música y estudios de la mujer en el Eisenhower College, Seneca Falls, Nueva York. Cuando la universidad cerró vivió una larga década de lo que ella misma ha considerado "trabajo marginal".  A pesar de las difíciles circunstancias continuó trabajando en la historia de la música de las mujeres. En 1988 leyó un artículo sobre la ópera cómica La Liberazione di Ruggiero dall’isola d’Alcina (1625) de Francesca Caccini en una reunión de la Sociedad Americana de Musicología y a partir de 1989 con pequeñas subvenciones logró continuar con la investigación feminista. En 1990-91 ganó una beca NEH para académicos independientes y en 1992 aceptó un puesto de profesora adjunta de música en la Universidad de Virginia. 
Es profesora de música en la Universidad de Artes y Ciencias de Nueva York.  En marzo de 2021 fue nombrada profesora Samuel Rudin de Humanidades en dicha universidad.

### Pensando desde la vida de las mujeres
En 1993 publicó Thinking from Women’s Lives: Francesca Caccini after 1627, Musical Quarterly (1993), (Pensando desde la vida de las mujeres: Francesca Cacccini después de 1627), una obra que logró que se asumiera aunque a regañadientes que los estudios feministas tenían algo que ofrecer a la musicología en general. Cusick pensando en la vida de las mujeres, fue capaz de identificar y rastrear el nuevo nombre de casada de Caccini tras perder a su primer marido, la historia tras el fallecimiento de su segundo marido, sus actividades en la corte florentina e identificar a otras mujeres miembros del círculo de canto de Caccini a partir de la nómina de los Medici señaladas como damas de compañía y no como músicas profesionales.
En Pensando desde la vida de las mujeres Cusick proporcionó un manifiesto para la musicología feminista que iba más allá de la historia compensatoria que gran parte del trabajo anterior sobre las mujeres y la música había ofrecido, señala Emily Wilbourne en On a Lesbian Relationship with Musicology: Suzanne G. Cusick, Sound Effects
En 1999 publicó Género, musicología, feminismo (Rethinking Music) cuestionando los modos de pensamiento que dan forma a la musicología en 2009 una charla en el Foro Presidencial ante la Sociedad Americana de Musicología, publicada más tarde como parte del elogio del 75.º aniversario de la sociedad.

### Sexualidad lésbica y musicalidad
Suzanne sugiere que el "sexo" está en la intersección del placer, la intimidad y el poder, y descubre que lo mismo puede decirse de la experiencia musical. El profesor de musicología de la Universidad de Virginia Fred Maus señala en este sentido: Entre las posibles distribuciones de poder, Suzanne se identifica con una en la que dos personas, mujeres, ambas socialmente construidas como "no dominantes", como "sin poder", disfrutan de "un flujo de poder en ambas direcciones", escapando así de las estructuras de poder fijas del sistema de género. [6] E identifica cuestiones relacionadas con el poder en sus experiencias musicales preferidas. [7] La sexualidad lésbica y la musicalidad lésbica como formas de negociar el placer, la intimidad y el poder, evitando las jerarquías de poder fijas de los roles de género convencionales: hay mucho con lo que trabajar en estas formulaciones, que hoy siguen siendo provocativas y estimulantes.

### Sociedad Estadounidense de Musicología
Fue nombrada miembro honoraria de la Sociedad Estadounidense de Musicología (American Musicological Society) en noviembre de 2014 y presidió la organización de 2018 a 2020. Fueron las conferencias de esta sociedad las que a finales de la década de los 80 del siglo XX empezó a aceptar artículos y presentaciones sobre teoría y crítica feministas. En 1989, en una reunión de la Sociedad se ofreció el primer taller patrocinado por la disciplina sobre teoría y música feministas. En el verano de 1991, tres conferencias internacionales se centraron en el feminismo y la música en Utrecht, Holanda, Minneapolis, Minnesota, y Londres. Cusick participó desde el inicio en la organización de la Conferencia sobre Teoría Feminista y Música que celebró su primera edición en Minneápolis en 1991.

### Violencia acústica en la "guerra contra el terror"
Cusick ha sido pionera en la reflexión y denuncia de la utilización de la música como arma de guerra y ha producido diversos trabajos en los que denuncia su utilización sistemática. El tema salió por primera vez a la luz en 1989 -explica Gusick- cuando las tropas de los Estados Unidos utilizaron como fuerza de ataque música a alto volumen con el fin de hacer rendir al entonces presidente de Panamá, Manuel Noriega. El  "bombardeo acústico se ha vuelto una práctica estándar en los campos de batalla de Irak y el bombardeo específicamente musical se une a la humillación sexual y al aislamiento sensorial, como algunos de los medios no letales con que prisioneros de Abu Grahib a Guantánamo.
En 2006 realizó una presentación en la Sociedad Estadounidense de Musicología titulada Music as Torture, Music as a Weapon, publicada y traducida al español con el título La música como tortura/la música como arma trabajo por el que fue distinguida en 2007 con el Premio Philip Brett del Grupo de Estudios LGBTQ de la AMS.

## Premios y reconocimientos
- 2007 Premio Philip Brett del Grupo de Estudios LGBTQ de la AMS (American Musicological Society) por su trabajo sobre la música como arma de guerra.[9]
- 2010 premio de la Society for the Study of Early Modern Women por el libro "Francesca Caccini en la Corte de los Medici", 2009) [10]
- 2021 nombrada profesora Samuel Rudin de Humanidades en la Universidad de Nueva York.[11]

- En 2022 fue reconocida con el Premio Derek Allen de la Academia Británica "por su extenso trabajo sobre música, género y sexualidad en la Italia moderna temprana y la Norteamérica contemporánea, y por formar parte de la primera generación de musicólogas feministas que desafiaron la disciplina.".[12][13]

- La Sociedad Americana de Musicología mantiene desde 2022[14] el Fondo de desarrollo profesional Suzanne G. Cusick que ofrece ayuda económica para el desarrollo profesional y el apoyo a la carrera profesional de académicos de música, estudios de sonido e interpretación musical.[15][16]

## Publicaciones relevantes

### Libros
- Francesca Caccini At The Medici Court. Music And The Circulation Of Power.
- Valerio Dorico: Music Painter in Sixteenth-century Rome (Studies in musicology)

### Artículos
- “Gendering Modern Music: Thoughts on the Monteverdi-Artusi Controversy,” JAMS (1993);

- “Women, Music, and Power: A Model from Seicento Florence,” in Musicology and Difference (1993);

- “‘Thinking from Women’s Lives’: Francesca Caccini after 1627,” Musical Quarterly (1993);

- “On a Lesbian Relationship with Music: A Serious Effort Not to Think Straight,” in Queering the Pitch (1994);

- “Feminist Theory, Music Theory, and the Mind-Body Problem,” Perspectives of New Music (1994);

- “‘There was not one Lady who failed to shed a tear’: Arianna’s Lament and the Construction of Modern Womanhood,” Early Music (1994);

- Gender and the Cultural Work of Classical Music Performance, repercussions (1994).
- “Across an Invisible Line: A Conversation about Music and Torture.” With Branden W. Joseph. Grey Room 42 (2010): 6– 21. Reprinted in Department of Public Sound 3. Rotterdam: De Klerk, 2013. Reprint forthcoming in Public Servants: Art and the Crisis of the Common Good. Cambridge, ma: New Museum of Contemporary Art and mit Press, 2016.

- Feminism and American music. Oxford University Press (2013)
- On a Lesbian Relationship with Musicology. Suzane Cusicks, Sound Effects. Emily Wilbourne
- Francesca Caccini at the Medici Court: Music and the Circulation of Power. Chicago: University of Chicago Press, 2009.
- “La música y/o como tortura”
- “This Song Is for You.” Colloquy on Musicology and Sexuality, edited by Judith A. Peraino and Suzanne G. Cusick, Journal of the American Musicological Society 66, no. 3 (2013): 861– 66.
- “He Said, She Said? Men Hearing Women in Medicean Florence.” In Changing the Sub- ject: Difference in Music Scholarship, edited by Olivia Bloechl, Melanie Lowe, and Jeffrey Kallberg, 53– 76. Cambridge: Cambridge University Press, 2015
- “Towards an Acoustemology of Detention in the ‘Global War on Terror.’” In Music, Sound and the Reconﬁguration of Public and Private Space, edited by Georgina Born, 275– 91. Cambridge: Cambridge University Press, 2013.

- A Feminist Ethnomusicology: Writings on Music and Gender (New Perspectives on Gender in Music) de Ellen Koskoff, Prólogo de Suzanne Cusick